# 이정민 (1980년 5월)
이정민(李庭旻, 1980년 5월 12일~)은 대한민국의 방송인, 전직 아나운서이다.

## 학력
- 서울역촌초등학교(졸업)
- 은평중학교(졸업)
- 예일여자고등학교(졸업)
- 동국대학교 광고홍보학과, 신문방송학과(복수전공, 졸업)

## 경력
- 2005년: KBS 공채 31기 아나운서
- 2005년~2006년: KBS창원방송총국 지역 근무 아나운서
- 2006년 3월: 본사 복귀
- 2007년 4월 24일:  '2007 KBS TV 봄 프로그램 개편 설명회'의 KBS 아나운서 참여 및 참석
- 2012년: 의사 박치열씨와 결혼
- 2021년 6월 : 출산 휴가로 6개월간 휴직
- 2022년 5월 : KBS 아나운서 퇴사

## 스포츠 캐스터 경력
- 2012년 2012 런던 올림픽 캐스터

## 방송

### 텔레비전
| 역대      | 방송사 | 프로그램명                   | 담당                  | 진행 기간                           | 비고 |
| --------- | ------ | ---------------------------- | --------------------- | ----------------------------------- | --- |
| 2005      | KBS1   | 아침마당 (본사 제작)         | 출연                  | 2005년 3월 3일                      | 해피타임 편 출연 - 공채 31기 아나운서 새내기 |
| 2018~2021 | KBS1   | 아침마당 (본사 제작)         | 진행                  | 2018년 5월 28일~2021년 6월 18일     | 새 여자mc 5번째 이름 부른 이후 최후의 마지막 여자 전직 아나운서 8128회 [월요토크쇼 베테랑] 《그들이 알고 싶다! 매니저의 직업 탐구~8908회 [생생토크 만약 나라면] 《아 쏜살같은 세월~ 올해도 벌써 반이나 가다니...ㅠㅠ》 |
| 2024      | KBS1   | 아침마당 (본사 제작)         | 출연취소              | 2024년 6월 10일                     | 9670회 [월요토크쇼 명불허전] 불혹에 쓰는 육아일기(출연취소) |
| 2006      | KBS1   | 가족오락관                   | 진행                  | 2006년 3월 18일~2006년 11월 18일    | |
| 2006      | KBS1   | 어린이 뉴스탐험              | 진행                  | 2006년 11월 20일~2007년 4월 23일    | |
| 2006      | KBS1   | 카네이션 기행                | 진행                  | 2006년 11월 26일~2007년 4월 29일    | |
| 2006      | KBS2   | 좋은나라 운동본부            | 진행                  | 2006년 11월 24일~2007년 3월 30일    | |
| 2007      | KBS1   | 비바! 점프볼                 | 진행                  | 2007년 1월 3일~2007년 3월 28일      | |
| 2007      | KBS2   | 생방송 세상의 아침           | 진행                  | 2007년 4월 30일~2008년 11월 14일    | |
| 2007      | KBS2   | KBS 8 아침 뉴스타임          | 패널                  |                                     | <여자의 아침> 코너 |
| 2007      | KBS2   | 스펀지                       | 진행                  | 2007년 5월 5일~2007년 11월 3일      | |
| 2007      | KBS1   | 전국노래자랑                 | 특별진행              | 2007년 12월 30일                    | 2007 연말 결선 |
| 2010      | KBS1   | 전국노래자랑                 | 특별진행              | 2010년 6월 27일                     | 2010 상반기 결선 |
| 2012      | KBS1   | 전국노래자랑                 | 특별진행              | 2012년 12월 30일                    | 2012 연말결선 |
| 2014      | KBS1   | 전국노래자랑                 | 특별진행              | 2014년 12월 28일                    | 2014 연말 결선 |
| 2008      | KBS1   | KBS 뉴스광장                 | 앵커                  | 2008년 11월 17일~2012년 5월 12일    | 평일 |
| 2008      | KBS1   | 생로병사의 비밀              | 진행                  | 2008년 11월 20일~2013년 6월 5일     | 264회《겨울건강을 지키는제철음식 3가지 -고구마·시금치·귤》~459회《고령출산, 산모의 건강이 좌우한다!》 |
| 2009      | KBS2   | 스타! 골든벨(舊,시즌 1)      | 참가자                | 2009년 10월 3일                     | 255회<추석특집 - KBS 아나운서 총 출동!> 246회 <'스' 라인> 도전석 |
| 2008      | KBS2   | 1 대 100                     | 1인 첫도전자          | 2008년 6월 24일                     | 59회 참가 |
| 2008      | KBS2   | 1 대 100                     | 100명 도전자          | 2010년 8월 31일                     | 169회 참가 |
| 2017      | KBS2   | 1 대 100                     | 1인 2번 이상 재도전자 | 2017년 2월 7일                      | 471회 재참가(2번 이상 재도전자) |
| 2009      | KBS1   | KBS 930 뉴스                 | 임시 진행             | 2009년 1월 1일~7월 13일             | 평일 임시진행 |
| 2009      | KBS2   | VJ특공대                     | 진행                  | 2009년 4월 24일~2011년 11월 4일     | 462회~590회 |
| 2010      | KBS1   | 다큐멘터리 3일               | 출연                  | 2010년 9월 5일                      | 164회《세상을 여는 목소리 - KBS 아나운서 3일》 |
| 2012      | KBS2   | 2TV 생생정보                 | 진행                  | 2012년 9월 3일~2013년 6월 28일      | |
| 2013      | KBS2   | 가족의 품격 풀하우스         | 진행                  | 2013년 2월 1일~2013년 7월 26일      | |
| 2014      | KBS2   | 가족의 품격 풀하우스         | 진행                  | 2014년 2월 14일~2014년 12월 24일    | |
| 2014      | KBS1   | 토요일 가족이 부른다         | 진행                  | 2014년 4월 12일~2014년 12월 27일    | |
| 2014      | KBS1   | 황금의 펜타곤 2              | 진행                  | 2014년 10월 26일~2014년 12월 28일   | |
| 2015      | KBS1   | 황금의 펜타곤 3              | 진행                  | 2015년 7월 26일~2015년 10월 3일     | |
| 2015      | KBS2   | 여유만만                     | 진행                  | 2015년 1월 5일~2018년 5월 25일      | 2857회《주부들이 주목해야 할 2015년 라이프스타일!》~2626회《스타보다 더 입담 좋은 스타의 부모들 !- 김학도, 차태현, 이윤지의 엄마 아빠가 밝히는 금쪽같은 내 새끼! 》                                                    |
| 2015      | KBS2   | 위기탈출 넘버원              | 진행                  | 2015년 9월 21일~2016년 2월 29일     | |
| 2015      | KBS2   | 위기탈출 넘버원              | 출연                  | 2015년 1월 26일                     | 《위기탈출 연구소 - 얼음물에 빠졌을 때 / 안전 메뉴얼 - 텀블러》 |
| 2018      | KBS1   | 나눔경영쇼 사장님이 美쳤어요 | 진행                  | 2018년 10월 7일~2019년 11월 6일     | |
| 2022      | KBS1   | 인간극장                     | 출연                  | 1월 17일~1월 21일 <굳세어라 신세령> | |

### 라디오
- 2014년: KBS 1라디오 《황금사과》
- 2015년~2018년: KBS 1라디오 《글로벌 한국사 그날 세계는》 (2015년 1월 3일~2018년 5월 26일)
- 2016년~2018년: KBS 해피FM 《음악이 있는 풍경 이정민입니다》 (2016년 4월 25일~2018년 9월 30일)
- 2020년: KBS 쿨FM 《뮤직쇼》(2020년 8월 6일~8월 9일 임시 진행)
- 2020년~2021년: KBS 월드라디오 한국어방송《라디오 책방》

### 드라마
- KBS1 일일연속극 《여름아 부탁해》 - 'TV주치의 굿닥터'의 진행자 역(1회 특별출연)
- hy프레딧 웹드라마 《프레시우먼2》

## 가족 관계
- 배우자 : 박치열(1977년 7월 28일~)
  - 딸: 2013년 9월 16일~
  - 아들: 박시온(2021년 9월 25일~)

## 수상
- 2011년 보건복지 정책홍보 유공자 보건복지부 장관 표창
- 2015년 KBS TV콘텐츠 제안공모 최우수상

## 홍보대사
- 2010년 국민연금 홍보대사
- 2015년 KBS강태원복지재단 홍보대사